# Jaun
Jaun (fr. Bellegarde, frp. Balavouêrda) – gmina (fr. commune; niem. Gemeinde) w Szwajcarii, w kantonie Fryburg, w okręgu Gruyère. Jedyna niemieckojęzyczna gmina w okręgu.

## Demografia
W Jaun mieszkają 633 osoby. W 2020 roku 5,2% populacji gminy stanowiły osoby urodzone poza Szwajcarią.

## Transport
Przez teren gminy przebiegają drogi główne nr 189 i nr 505. 